# Elektrolyt
Elektrolyty jsou roztoky nebo taveniny, které vedou elektrický proud. Vznikají obvykle rozpuštěním iontových sloučenin v polárních rozpouštědlech. V elektrolytech nepřenášejí proud elektrony jako u kovů (vodičů I. řádu), ale ionty. Ionty jsou proti elektronům větší, jejich pohyblivost je menší, takže vodivost je u elektrolytů nižší než u kovů. Proto jsou elektrolyty označovány jako vodiče II. řádu. Krystalické iontové sloučeniny – soli rovněž mohou vést elektrický proud, a to přenosem iontů například přes neobsazené uzly (vakance) jejich krystalové mřížky. Takové materiály (obvykle tuhé roztoky) se nazývají tuhé elektrolyty.

## Dělení kapalných elektrolytů
- Silné elektrolyty — obsahují pouze ionty (disociace proběhla zcela).
- Slabé elektrolyty — obsahují jak ionty, tak nedisociované molekuly.

## Disociace
Reakce, kdy dochází k rozpadu iontové vazby vlivem polárního rozpouštědla. Disociace probíhá ve 2 fázích:
1. Rozklad krystalové mřížky — molekuly rozpouštědla vytrhávají z krystalové mřížky jednotlivé ionty.
2. Obalování (solvatace) — molekuly rozpouštědla obalí ionty rozpouštěné látky (soli). Molekuly polárního rozpouštědla mají nenulový elektrický dipólmoment. Natočí se proto k rozpouštěným iontům stranou, která nese opačný náboj než daný ion.

## Elektrolyt z hlediska výživy
Tekutiny v těle jsou rozděleny do intracelulárního (vnitrobuněčného), extracelulárního (mezibuněčného) prostoru, v kterých jsou rozpuštěny ionty s elektrickou vodivostí (elektrolyty). Intracelulární a extracelulární prostory jsou vzájemně odděleny buněčnou membránou, jejich složení je tedy rozdílné (selektivní propustnost pro různé molekuly). Elektrolyty regulují vodní rovnováhu na obou stranách buněčné membrány. V souvislosti s pohybovou činností (zejména v důsledku metabolické acidózy) dochází k výrazným přesunům mezi buňkami a extracelulární tekutinou. Dvěma hlavními elektrolyty jsou sodík a draslík.

### Sodík
Sodík je nejdůležitější minerální látkou, která se nachází v extracelulárním prostoru. Vně buněk udržuje objem plazmy a krevní tlak. Tělo udržuje hladinu sodíku v krvi v určitém rozmezí, které je hormonálně kontrolováno. Pokud nastane příliš velký příjem, tělo nadbytek vyloučí močí; a naopak – pokud je ho přijímáno málo, vyloučí se jen minimum. Sodík je dodáván především ze soli. Denní příjem soli současné populace se pohybuje mezi 10 – 15 g, což je ze zdravotního hlediska mnoho. Minimální doporučený příjem je 2,4 g denně. U sportovců, jejichž každodenní intenzivní trénink způsobuje pocení, se z těla ztrácí okolo 2 až 3 g sodíku v jednom litru potu. V tomto případě je doporučováno pít sportovní nápoje (obsah sodíku asi 50 – 60 mg sodíku ve 100 ml) a konzumovat jídla s vyšším obsahem kuchyňské soli, což by mělo být dostatečné pro pokrytí potřeb sodíku. Pokud je zátěž velmi dlouhá a sportovec vypije velké množství tekutiny s nízkým obsahem sodíku, může dojít k hyponatrémii.

### Draslík
Draslík reguluje množství tekutiny v buňkách a spolu se sodíkem, který reguluje množství mimobuněčné tekutiny, upravují rovnováhu tekutin v organismu. Koncentrace draslíku v buňce je až 40krát vyšší než vně buněk. Dostatečná koncentrace draslíku je nutná k udržení elektrického potenciálu buněčných membrán a svalových vláken a k zajištění optimálního přenosu nervových impulsů. U sportovců se nedostatek projevuje vyšší unavitelností. Iontové nápoje obvykle obsahují 30 mg draslíku ve 100 ml, z přírodních zdrojů jsou bohaté na draslík především banány (450 mg/ks) nebo vařený špenát (838 mg/150 ml). Denní příjem by se měl pohybovat okolo 1,6 – 2 gramů.

### Náhrada elektrolytů
Náhrada elektrolytů je v některých situacích velice důležitá, zejména u ultra-vytrvalostních aktivit, kde dochází k velkým sodíkovým ztrátám, rychlé rehydratace, kdy došlo k velkým ztrátám tekutin, vzniklých v průběhu cvičení a u sportovců, kteří se nadměrně potí a / nebo je koncentrace elektrolytů v potu vysoká.